# Asarcık
Asarcık ist eine Stadtgemeinde (Belediye) im gleichnamigen Ilçe (Landkreis) der Provinz Samsun an der türkischen Schwarzmeerküste und gleichzeitig eine Gemeinde der 1993 geschaffenen Büyüksehir belediyesi Samsun (Großstadtgemeinde/Metropolprovinz). Seit der Gebietsreform 2013 ist die Gemeinde flächen- und einwohnermäßig identisch mit dem Landkreis. Asarcık liegt ca. 28 km südlich des Zentrums der Provinzhauptstadt Samsun. Die im Stadtlogo manifestierte Jahreszahl (1989) dürfte ein Hinweis auf das Jahr der Erhebung zu Stadtgemeinde (Belediye) sein.
Der Kreis Asarcık grenzt im Süden an die Provinz Amasya.
Der Landkreis wurde 1987 durch das Gesetz Nr. 3392 aus dem kompletten gleichnamige Bucak (12 Dörfer) sowie der Belediye Biçincik im Kreis Kavak gebildet.
(Bis) Ende 2012 bestand der Landkreis aus der Kreisstadt sowie 30 Dörfern  (Köy), die während der Verwaltungsreform 2013 in Mahalle (Stadtviertel, Ortsteile) überführt wurden, die zwei existierenden Mahalle der Kreisstadt blieben erhalten. Durch Herabstufung der Dörfer zu Stadtvierteln/Ortsteilen stieg deren Zahl auf 32 an. Den Mahalle steht ein Muhtar als oberster Beamter vor.
Ende 2020 lebten durchschnittlich 522 Menschen in jedem dieser 32 Mahalle, 1.544 Einw. im bevölkerungsreichsten (Acısu Mah.).